# عطاء بن يسار
عطاء بن يسار (29 هـ - 103 هـ) تابعي مدني، وأحد رواة الحديث النبوي.

## سيرته
ولد أبو محمد عطاء بن يسار في المدينة المنورة سنة 29 هـ في خلافة عثمان بن عفان، وكان أبوه يسار من سبي فارس، وهو مولى لأم المؤمنين ميمونة بنت الحارث، أكثر عطاء من السماع من صحابة النبي محمد والتابعين، ولازم مسجد النبي، وكان يجلس في المسجد ليقصّ على المسلمين قصص يعظهم بها.
توفي عطاء بن يسار سنة 103 هـ وهو ابن أربع وثمانين سنة. عطاء له ولد اسمه الحسين وحفيد اسمه عبد الله.

## روايته للحديث النبوي
- روى عن: أبي أيوب وزيد بن ثابت وعائشة بنت أبي بكر وأبي هريرة وأسامة بن زيد[3] وأبي بن كعب وعبد الله بن مسعود وخوات بن جبير وأبي واقد الليثي وأبي رافع مولى النبي محمد وعبد الله بن سلام وزيد بن خالد الجهني وأبي سعيد الخدري وعبد الله بن عمر بن الخطاب وميمونة بنت الحارث وأبي مالك الأشجعي وعبد الله بن عباس وكعب الأحبار وأبي عبد الله الصُنابحي[5] وجابر بن عبد الله بن عمرو بن حرام ورفاعة بن عرابة الجهني وأبي سهلة السائب بن خلاد الأنصاري وعامر بن سعد بن أبي وقاص وعبادة بن الصامت وعبد الله بن عمرو بن العاص ومعاوية بن الحكم السلمي وأبي الدرداء وأبي ذر وأبي قتادة الأنصاري وأم حرام بنت ملحان وأم سلمة.[1][6]
- روى عنه: زيد بن أسلم وصفوان بن سليم وعمرو بن دينار وهلال بن علي وشريك بن عبد الله بن أبي نمر[3] وإسماعيل بن عبد الرحمن بن أبي ذؤيب وبكر بن سوادة الجذامي وبكير بن عبد الله بن الأشج وحبيب بن أبي ثابت وعبد الله بن محمد بن عقيل بن أبي طالب وعبيد الله بن مقسم وعمارة بن عبد الله بن صياد الأنصاري ومحمد بن إبراهيم بن الحارث التيمي ومحمد بن أبي حرملة ومحمد الباقر ومحمد بن عمرو بن حلحلة ومحمد بن عمرو بن عطاء ومحمد بن يوسف الكندي ومسلم بن أبي مريم ويزيد بن عبد الله بن قسيط وأبو سلمة بن عبد الرحمن بن عوف وأبو عبد الله مولى إسماعيل بن عبيد.[1]
- الجرح والتعديل: قال مالك بن أنس: «كان ثقة، كثير الحديث»، وقد وثقّه يحيى بن معين وأبو زرعة الرازي والنسائي، كما روى له الجماعة.[1]